# Атанасије Младеновић
Атанасије Младеновић (Лесковац, 8. август 1899 - 2. април 1965) био је српски књижевник, управник Народне библиотеке и Народног универзитета у Лесковцу.

## Биографија
Основну школу и два разреда гимназије завршио је у Лесковцу, а остатак гимназијског образовања у Другој београдској гимназији. Потом је уписао и 1921. године завршио Учитељску школу у Скопљу. Најпре је радио као учитељ у Босиљграду, после је био управник Народне библиотеке у Лесковцу, а пензионисао се као управник Народног универзитета у Лесковцу. Једно време је био и школски надзорник среза јабланичког.
Као матурант Учитељске школе написао је драму Патње српског народа 1915-1918. Године 1954. написао је драму Између два светска рата која није штампана, али је извођена на сцени лесковачког Народног позоришта. Поред тога написао је две збирке приповедака, монографије о Сијаринској Бањи, Великој Копашници, Вучју, Водич кроз Лесковац и околину, два тома рукописа Филозофија српских народних песама, још десетак рукописа и роман У име чега. Аутор је методика, читанки за основне школе, рецензија и приказа књига лесковачких писаца.